# إسماعيل الأشقر
إسماعيل عبد اللطيف محمد الأشقر
ولد 1962م في مخيم جباليا، عضو المجلس التشريعي الفلسطيني، وأحد قيادات حركة حماس.
اعتقل لمدة خمسة أعوام في سجون الاحتلال الصهيوني من العام (1989 حتي العام 1994) م، اعتقل في سجون المخابرات الفلسطينية التابعة لحركة فتح عام 1996م.
في 15 تموز / يوليو 2014 دمر الإحتلال الإسرائيلي منزله المكون من خمسة طوابق شمال غزة بصاروخ أف16.

## الدراسة
حائز علي درجة البكالوريوس في الهندسة الجيولوجية من جامعة استانبول بتركيا سنة 1987م

## الوظائف السابقة
شغل إسماعيل الأشقر عدة وظائف سابقا منها:
- المدير التنفيذي لمركز النور للبحوث والدراسات.
- عضو قيادة حركة «حماس» ومكتبها الإداري.
- عضو في جمعية الأسرى والمحررين «حسام».
- عضو نقابة المهندسين
- عضو مؤسس للجنة الإصلاح الإسلامية في شمال غزة سابقا.
- عضو مؤسس لحزب الخلاص الوطني الإسلامي.
- عضو لجنة المتابعة العليا للقوى الوطنية والإسلامية
- رئيس مجلس إدارة صحيفة الرسالة لعدة دورات.
- شغل نائب الأمين العام لحزب الخلاص الوطني الإسلامي.

## الوظيفة الحالية
انتخب إسماعيل الأشقر نائبا عن محافظة شمال غزة عام 2006م، وحصل على 32,030 صوتا؛ فهو عضو المجلس التشريعي الحالي عن كتلة التغيير والإصلاح، كما شغل منصب نائب رئيس كتلة التغيير والإصلاح في المجلس التشريعي لأربع دورات متتالية.
وهو رئيس لجنة الداخلية والأمن والحكم المحلي، وعضو اللجنة السياسية في المجلس التشريعي.
كما قام بتأسيس المركز العربي للبحوث والدراسات ويرأسه حاليا، كما يرأس مجلس أمناء أكاديمية فلسطين للعلوم الأمنية.
وهو مسؤول الملف الأمني في حوارات القاهرة التي أفضت إلى «المصالحة الفلسطينية» في اتفاق القاهرة عام 2012.

## مؤلفاته
له عدة كتب وبحوث منشورة، منها ما قام المركز العربي للبحوث والدراسات بنشرها، فيما يلي أبرزها:
1. الاغتيالات الصهيونية ضد رموز الشعب الفلسطيني (بالاشتراك مع آخرين) - 2004م.
2. العمليات العسكرية للمقاومة الفلسطينية (28/9/2000م- 28/9/2003م) (بالاشتراك مع آخرين) - 2003م.
3. المرأة الفلسطينية في دائرة الإستهداف الصهيوني (بالاشتراك مع آخرين) - 2004م.
4. أوراق سياسية (وثائق- مبادرات- اتفاقيات)، (بالاشتراك مع آخرين) - 2003م.

- له العديد من المؤلفات والدراسات حول انتفاضة الأقصى صدر منها ستة أبحاث وهي من إصدارت المركز العربي للبحوث والدراسات.